# Thomas Rottensteiner
Thomas Rottensteiner (Bolzano, 15 marzo 1963) è un ex bobbista italiano.

## Biografia
Nato nel 1963 a Bolzano, nel 1987 è arrivato 4º nella gara di bob a quattro agli Europei di Breuil-Cervinia insieme a Bertoldi, Ivo Ferriani e Stefano Ticci.
A 24 anni ha partecipato ai Giochi olimpici di Calgary 1988, nel bob a quattro con Roberto D'Amico, Andrea Meneghin e Paolo Scaramuzza, terminando 19º con il tempo totale di 3'51"88.
4 anni dopo ha preso parte di nuovo alle Olimpiadi, quelle di Albertville 1992, sempre nel bob a quattro, stavolta con Marco Andreatta, Günther Huber e Marcantonio Stiffi, chiudendo 15º in 3'55"98.
Dal 2004 al 2021 è stato presidente della squadra di hockey su ghiaccio del Ritten Sport: con lui alla guida, la squadra altoatesina vinse una Alps Hockey League, cinque scudetti, tre coppe Italia e cinque supercoppe italiane.